# Cicindela pugetana
Cicindela pugetana – gatunek chrząszcza z rodziny biegaczowatych i podrodziny trzyszczowatych. Zamieszkuje zachodnią Nearktykę.

## Taksonomia
Gatunek ten opisany został po raz pierwszy w 1914 roku przez Thomasa Caseya. Jako lokalizację typową wskazano Kolumbię Brytyjską. W obrębie podrodzaju nominatywnego rodzaju Cicindela należy do grupy gatunków decemnotata wraz z C. ancocisconensis, C. arida, C. decemnotata, C. denverensis, C. fulgida, C. latesignata, C. lengi, C. limbalis, C. nigrior, C. ohlone, C. parowana, C. pimeriana, C. plutonica, C. purpurea, C. scutellaris, C. splendida, C. tenuicincta i C. tranquebarica.

## Morfologia
Chrząszcz o ciele długości od 13 do 15 mm. Wierzch i spód ciała oraz odnóża ubarwione są jednakowo: jaskrawo zielono, niebieskozielono lub czarno. Warga górna u samic jest długa i czarna, u samców krótsza i kremowa. Na pokrywach występuje zredukowany kremowobiały wzór, obejmujący cienką linię u ich wierzchołków, a czasem także cienką przepaskę środkową, nie dochodzącą do zewnętrznej krawędzi pokrywy.

## Ekologia i występowanie
Owad ten zasiedla formacje stepowe klimatu półpustynnego chłodnego z dominacją roślin z rodzaju bylica. Bytuje tam na płatach pozbawionej roślinności gleby, w tym na ścieżkach i poboczach dróg. Postacie dorosłe aktywne są w dwóch okresach – od marca do środka czerwca i od późnego września do końca października. W obrębie wspominanych siedlisk występują lokalnie. Współdzielą je z C. decemnotata.
Gatunek nearktyczny. Rozmieszczony w Kanadzie i Stanach Zjednoczonych od południowej Kolumbii Brytyjskiej przez środkową część Waszyngtonu po północno-środkowy Oregon.